# Reggenza di Sumba Sudoccidentale
La reggenza di Sumba Sudoccidentale (in indonesiano: Kabupaten Sumba Barat Daya) è una reggenza dell'Indonesia, situata nella provincia di Nusa Tenggara Orientale.